# Tomoko Matsunaga
Tomoko Matsunaga (松永 知子, 10 d'agost de 1971) és una exfutbolista japonesa.

## Selecció del Japó
Va debutar amb la selecció del Japó el 1988. Va disputar 13 partits amb la selecció del Japó.

## Estadístiques
| Selecció del Japó | Selecció del Japó | Selecció del Japó |
| Anys              | Partits           | Gols              |
| ----------------- | ----------------- | ----------------- |
| 1988              | 2                 | 0                 |
| 1989              | 4                 | 0                 |
| 1990              | 2                 | 0                 |
| 1991              | 5                 | 0                 |
| Total             | 13                | 0                 |